# 扈再兴
扈再兴（?—?），字叔起，宋朝淮南人。
扈再兴是赵方的部下，抗击金兵。嘉定年间，与孟宗政、陈祥在枣阳屡次击败金国兵马，打败完颜讹可。后来击破顺昌府的金军，在瀼河击败护驾骑军。奉命入邓州，在高头大败金军五千余人，围攻唐州，屡战屡胜，官至神劲统制，不久因病去世，其子扈世达官至都统制。

## 延伸阅读
[在维基数据编辑]
 《宋史·卷403》，出自脱脱《宋史》